# Wim van Heel
Willem „Wim“ van Heel (* 27. September 1922 in Den Haag; † 3. Oktober 1972 in Middelburg) war ein niederländischer Hockeyspieler, der bei den Olympischen Spielen 1948 die Bronzemedaille und bei den Olympischen Spielen 1952 die Silbermedaille gewann.

## Karriere
Wim van Heel spielte als Außenstürmer für den Haagsche Hockey & IJshockey Club (HHIJC) (heute aufgegangen im HC Klein Zwitserland), der Ende der 1940er Jahre und Anfang der 1950er Jahre viermal niederländischer Meister wurde. Er bestritt 50 Länderspiele für die niederländische Nationalmannschaft.
1948 bei den Olympischen Spielen in London belegten die Niederländer in der Vorrunde den zweiten Platz hinter der pakistanischen Mannschaft, wobei Pakistan das Spiel gegen die Niederlande mit 6:1 gewonnen hatte. Im Halbfinale setzte sich die indische Mannschaft gegen die Niederländer durch, die britische Mannschaft besiegte Pakistan. Das erste Spiel um Bronze zwischen den Niederlanden und Pakistan endete 1:1, im Wiederholungsspiel gewannen die Niederländer mit 4:1 und erhielten die Bronzemedaille.
Bei den Olympischen Spielen 1952 in Helsinki nahmen nur zwölf Mannschaften am Hockeyturnier teil. In der ersten Runde erhielten vier Mannschaften ein Freilos, darunter die Niederländer. Im Viertelfinale besiegten die Niederländer die deutsche Mannschaft mit 1:0. Ebenfalls mit 1:0 endete das Halbfinale gegen die pakistanische Mannschaft, den entscheidenden Treffer erzielte Leonard Wery. Im Finale unterlagen die Niederländer der indischen Mannschaft mit 1:6.